# Alfred Tschirschnitz
Alfred Tschirschnitz (ur. 10 marca 1948 w Warszawie, zm. 18 lipca 2011 w Szczytnie) – duchowny Kościoła Ewangelicko-Augsburskiego w RP, doktor habilitowany nauk teologicznych w zakresie biblistyki, kierownik Katedry Wiedzy Starotestamentowej i Języka Hebrajskiego w Chrześcijańskiej Akademii Teologicznej w Warszawie, profesor ChAT.

## Życiorys
Ukończył Chrześcijańską Akademię Teologiczną w Warszawie. 3 grudnia 1972 roku został ordynowany na księdza, po czym został wikariuszem parafii w Ostródzie, a w 1984 roku został proboszczem tej parafii. 1 maja 1991 roku został wybrany na proboszcza parafii w Szczytnie.
Specjalizował się w biblistyce, a zwłaszcza egzegezie i hermeneutyce Starego Testamentu. Był znawcą języków starożytnych: hebrajskiego, aramejskiego, greckiego, łacińskiego i staroegipskiego. Brał udział w przygotowaniu ekumenicznego przekładu Biblii, był autorem tłumaczeń ksiąg: Rodzaju, Wyjścia, Powtórzonego Prawa, Jozuego, Sędziów, 1 i 2 Królewskiej, Estery, Psalmów, Izajasza i proroków mniejszych. Do lipca 2010 roku opublikowane zostało jedynie tłumaczenie Księgi Psalmów. Rozpoczął również pracę nad rewizją Biblii warszawskiej, którą przerwała śmierć.

## Publikacje
- Dzieje ludów biblijnych, M. Sadren i S-ka, Warszawa 1994, ISBN 83-86340-00-3
- Gramatyka języka hebrajskiego w zarysie (wraz z Kaliną Wojciechowską), ChAT, Warszawa 1996, ISBN 83-901296-7-1
- Kult Baala i Aszery w tekstach Starego Testamentu. Studium historyczno-teologiczne, ChAT, Warszawa 2009